# 陆鑫森
陆鑫森（1933年—），男，上海人，中国船舶结构力学专家，曾任上海交通大学教授、博士生导师。